# تيتسويا إيدا
تيتسويا إيدا (باليابانية: 飯田哲也؛ بالكانا: いいだ てつや) هو لاعب كرة قاعدة ياباني، ولد في 18 مايو 1968 في تشوفو في اليابان.

## وصلات خارجية
- تيتسويا إيدا على موقع الدوري الياباني لكرة القاعدة (الإنجليزية)
- تيتسويا إيدا على موقعبيزبول رفرنس.كوم (الدوري الثانوي) (الإنجليزية)